# Martin Körte
Ludwig Martin Körte (né le 2 décembre 1857 à Berlin et mort le 3 janvier 1929 dans la même ville) est un portraitiste et paysagiste allemand.

## Biographie
Ludwig Martin Körte est l'un des dix enfants du médecin Friedrich Körte (1818-1914) et de son épouse Marie, née. Thaer (1832-1898), fille du docteur Andreas Ernst Thaer (1790-1837) et petite-fille de l'agronome Albrecht Daniel Thaer. Ses frères et sœurs comprennent l'archéologue Gustav Körte (1852-1917), le chirurgien Werner Körte (de) (1853-1937), l'architecte Friedrich Körte (1854-1934), le maire de Königsberg Siegfried Körte (1861-1919) et le philologue classique Alfred Körte (1866-1946).
Initialement destiné par son père à devenir homme d'affaires, Körte peut réaliser son désir de devenir peintre en 1885. À partir d'octobre 1885, il étudie à l'Académie des beaux-arts de Munich, d'abord dans la classe de nature avec Johann Caspar Herterich (de). Après avoir terminé ses études, il retourne dans la capitale, où il travaille avec succès comme portraitiste.  En 1891, il devient membre de l'Association des artistes berlinois.
Dans les années 1890, il travaille comme professeur dans la classe de portrait à l'école de dessin et de peinture de l'Association des artistes de Berlin, où Paula Becker est son élève vers 1896/97 De 1900 à 1902 puis de 1905 à 1927, Körte est professeur à l'Institut d'enseignement du musée des Arts décoratifs de Berlin et à l'Académie des arts, ici en tant que professeur d'anatomie. Au tournant du siècle, les œuvres de Körte sont régulièrement représentées dans les expositions de l'Académie et dans les grandes expositions d'art de Berlin ; outre les portraits majoritaires, son œuvre comprend également des peintures de paysages.
En 1892, Martin Körte se marie avec Käthe Gropius (1870-1911), fille de l'architecte Martin Gropius, avec qui il a trois enfants : Jula Körte (1894-1945), Peter Körte (1896-1947) et Friedrich Martin Körte (1898-1944). En 1897, Körte construit une maison d'été pour la famille au 26 Dorfstrasse à Ahrenshoop, faisant de lui l'un des fondateurs de la colonie d'artistes d'Ahrenshoop. À partir de 1907, après un divorce, Körte se marie avec Elisabeth Gerberding (1872-1957) ; avec elle il a deux enfants, des jumeaux nés en 1909. Pour des raisons financières, il vend la maison à Martha Wegscheider de Berlin en 1908. Aujourd'hui, il appartient à la « Bunte Stube ». Martin Körte décède dans sa ville natale en 1929.

## Œuvres (sélection)
Grandes expositions d'art berlinoises
- Portrait de Monsieur VF, 1895
- Portrait de dame, 1897
- Portrait d'une dame. Pastel , 1898
- Portrait du conseiller privé Dr E., 1900
- Mon père, 1908